# Paul Böning
Paul Johannes Böning (ur. 6 listopada 1887 w Atens/Oldenburg, zm. 26 grudnia 1972 w Hanowerze) – niemiecki profesor elektrotechniki w Niemczech i w Chinach, autor wybitnych prac naukowych z tej dziedziny.

## Życiorys
Jego ojciec był właścicielem drukarni. W latach 1908–1912 Paul studiował elektrotechnikę na Politechnice w Monachium. Po studiach pracował w firmach Siemens-Schuckert, Telefunken, IG Farben w Ludwigshafen i Offenbach w latach 1912–1922. Podczas I wojny światowej został powołany do służby wojskowej. Podjął działalność dydaktyczną jako docent w Szkole Inżynierskiej w Mannheim w 1919 a w roku 1922 objął profesurę elektrotechniki na Państwowym Uniwersytecie Tongji w Wusong koło Szanghaju. Ten uniwersytet z niemieckim językiem wykładowym został utworzony po I wojnie światowej przez Chiny we współpracy z Niemcami. Wykorzystano doświadczenie zebrane wcześniej przy organizacji i rozwoju szkoły medycznej i szkoły technicznej w Szanghaju utworzonych wcześniej przez Cesarskie Niemcy. Pierwszym zadaniem Böninga było utworzenie Instytutu Elektrotechnicznego wraz z laboratoriami w wybudowanym i przeznaczonym do tego celu budynku. W 1926 r. Paul Böning obronił pracę doktorską na Politechnice w Brunszwiku "O powstawaniu ładunku elektrycznego podczas przepływu cieczy izolacyjnych i roztworów koloidalnych przez materiały włókniste".
W 1932 r. Uniwersytet Tongji wraz z budynkiem Instytutu Elektrotechnicznego został poważnie uszkodzony w wyniku japońskiego nalotu bombowego. Profesor Böning przystąpił do odbudowy i zdołał dzięki pomocy z Niemiec ponownie wyposażyć laboratoria Instytutu Elektrotechniki. W 1936 r. władze niemieckie jako sojusznik Japonii postanowiły odwołać swych obywateli z Chin. Mimo ważnego do 1937 kontraktu z Uniwersytetem Tongji Prof. Böning musiał powrócić do Niemiec i przyjąć stanowisko Profesora Elektrotechniki i Wysokich Napięć we Wrocławiu. Po swoim poprzedniku Böning przejął wykłady z Podstaw Elektrotechniki, Teorii Prądów Przemiennych, Metrologii i Techniki Wysokich Napięć. W styczniu 1945 r. otrzymał nakaz przeniesienia wyposażenia na Politechnikę w Dreźnie. Po przeżyciu nalotu na Drezno w lutym 1945 r., Paul Böning pracował do listopada 1945 r. przy odbudowie zniszczonych budynków Politechniki.
W latach 1946–1955 był zatrudniony w firmie Dielektra w Porz nad Renem. Już od 1949 r. wykładał technikę wysokich napięć na Politechnice w Akwizgranie a w 1955 r. objął tam stanowisko Profesora Honorowego. W 1957 r. przeszedł na emeryturę i zamieszkał w Hanowerze gdzie zmarł. Miał troje dzieci.
Tematyka zainteresowań Böninga obejmowała technikę wysokich napięć: przebicie izolacji stałej i olejowej (efekt wymiarowy próbek, wpływ temperatury, tworzenie się kawit w oleju, efekt hydrodynamiczny w oleju przy bardzo wysokim napięciu), miernictwo wysokonapięciowe i generacja wysokich napięć. Drugi obszar to pionierskie badania z zakresu elektrostatyki i teorii dielektryków: elektryzacja pyłu, rozkład napięcia w izolacji kabli, zależność współczynnika strat dielektrycznych od temperatury, napięcia i częstotliwości, napięcie powrotne, ładunek przestrzenny, prądy anomalne w dielektrykach, elektrety.

## Publikacje
- Einfuehrung in die Symbolische Methode zur Loesung von Wechselstromaufgaben. Verlag der Tung Chi Universitaet Woosung, China.
- Elektrische Isolierstoffe: ihr Verhalten auf Grund der Ionenadsorption an inneren Grenzflaechen. Vieweg, Braunschweig 1938.
- Messen hochen elektrischer Spannungen. Karlsruhe, Braunschweig 1953.
- Das Kleines Lehrbuch der elektrischen Festigkeit. Karlsruhe, Braunschweig, 1955.

oraz co najmniej 33 artykułów naukowych w czasopismach niemieckich.